# Super Bowl XLI
Super Bowl XLI był czterdziestym pierwszym Finałem o Mistrzostwo NFL w zawodowym futbolu amerykańskim, rozegranym 4 lutego 2007, na stadionie Dolphin Stadium, w Miami Gardens, w stanie Floryda.

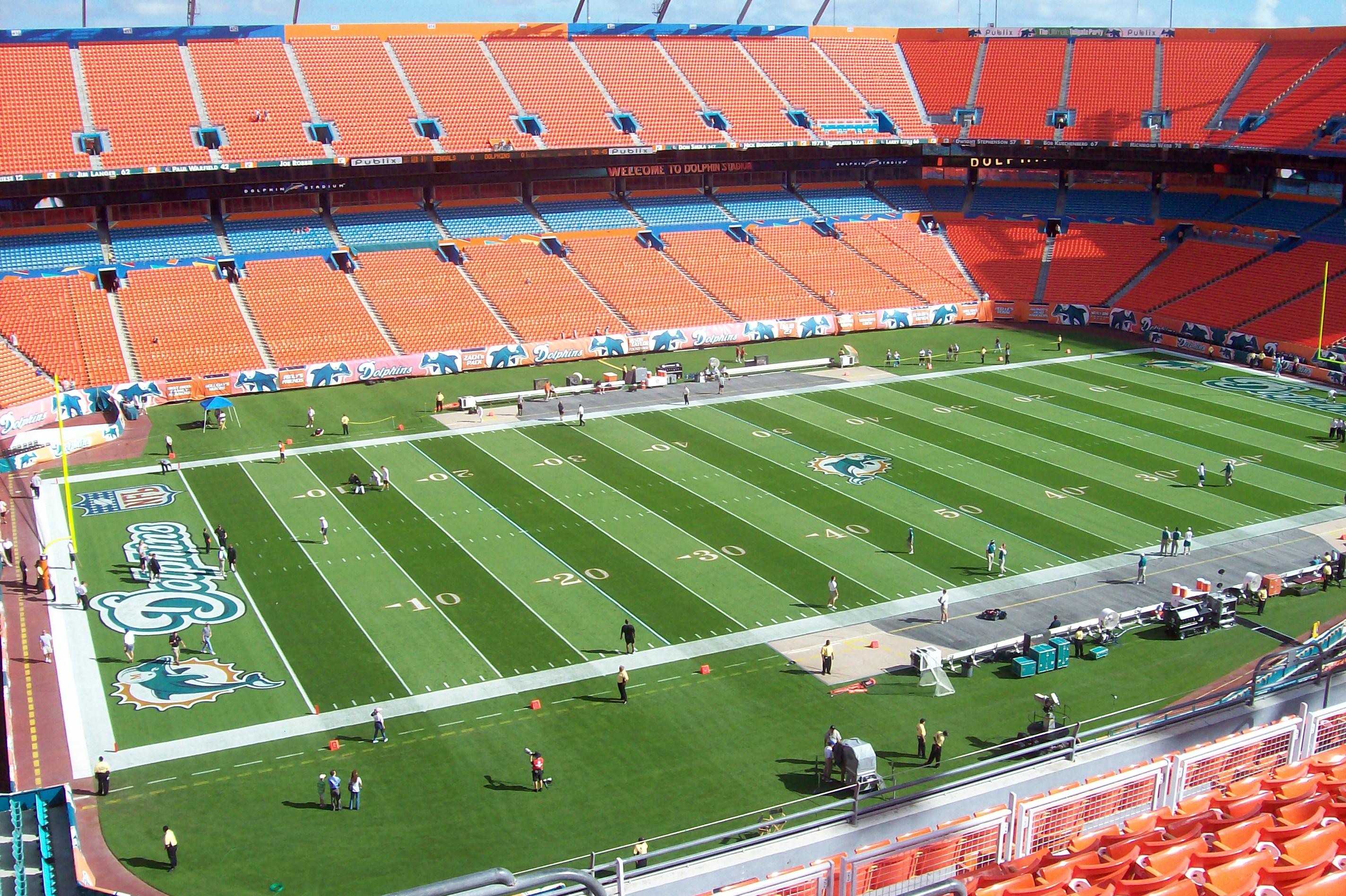
Stadion Miami Dolphins - miejsce rozegrania XLIV Super Bowl

Drużyna Indianapolis Colts, mistrz konferencji AFC, pokonała mistrza konferencji NFC, drużynę Chicago Bears, w stosunku 29–17. Obie drużyny grały w meczu o mistrzostwo po raz pierwszy od dłuższego czasu: drużyna Colts grała po raz ostatni w Super Bowl V w roku 1971, (siedzibą zespołu było wówczas miasto Baltimore), podczas gdy drużynie Chicago Bears nie udało się ponownie wystąpić w meczu o mistrzostwo po wygranej w Super Bowl XX w roku 1986.
Po raz pierwszy w historii Super Bowl cały mecz rozgrywany był w intensywnych opadach deszczu, co przyczyniło się do dużej ilości strat, niedokładnych snapów oraz upuszczonych podań. Deszcz nie przeszkodził jednak Devinowi Hesterowi z Chicago po raz pierwszy w historii Super Bowl zdobyć przyłożenie bezpośrednio po pierwszym wykopie piłki przez drużynę z Indianapolis przebiegając z piłką przez całe niemal boisko (92 jardy). W późniejszych kwartach dominowała już jednak drużyna z Indianapolis, a szczególnie jej rozgrywający Peyton Manning, który został najbardziej wartościowym graczem spotkania. Dla drużyny z Indianapolis 11 punktów zdobył kopacz Adam Vinatieri, który w latach 2002-2005 wywalczył trzy tytuły mistrzowskie jako zawodnik drużyny New England Patriots.
Super Bowl XLI przeszedł do historii również jako pierwszy mecz o mistrzostwo NFL, w którym trenerem którejkolwiek z drużyn był Afroamerykanin. Trenerzy obu drużyn – Tony Dungy (Colts) oraz Lovie Smith (Bears) – są członkami tej grupy etnicznej. Dungy został także pierwszym afroamerykańskim trenerem, którego drużyna zdobyła trofeum Vince'a Lombardiego.
Amerykański hymn państwowy przed meczem zaśpiewał Billy Joel, zaś w przerwie meczu na stadionie miał miejsce minikoncert rockowy Prince'a, który zakończył swój występ śpiewając w strugach deszczu jeden ze swoich największych przebojów, Purple Rain.